# حاجی‌لی (قره‌عیسی‌لی)
حاجی‌لی (به ترکی استانبولی: Hacılı) یک منطقهٔ مسکونی در ترکیه است که در کارایسالی واقع شده‌است.